# Brett Dutton
Brett Allan Dutton (ur. 18 listopada 1966 w Hurstville) – australijski kolarz torowy i szosowy, brązowy medalista olimpijski.

## Kariera
Pierwszy sukces w karierze Brett Dutton osiągnął w 1986 roku, kiedy wspólnie z kolegami z reprezentacji zwyciężył w drużynowym wyścigu na dochodzenie podczas igrzysk Wspólnoty Narodów w Edynburgu. Na rozgrywanych dwa lata później igrzyskach olimpijskich w Seulu razem z Wayne’em McCarneyem, Stephenem McGlede’em, Deanem Woodsem i Scottem McGrorym zdobył brązowy medal w tej samej konkurencji. Był to jego jedyny start olimpijski. Kilkakrotnie zdobywał medale torowych mistrzostw kraju, w tym dwa złote w madisonie w latach 1987 i 1991. Startował również w wyścigach szosowych, ale nie odnosił większych sukcesów. Nigdy nie zdobył medalu na szosowych ani torowych mistrzostwach świata.